# Orchard Lake Village
Orchard Lake Village is een plaats (city) in de Amerikaanse staat Michigan, en valt bestuurlijk gezien onder Oakland County.

## Demografie
Bij de volkstelling in 2000 werd het aantal inwoners vastgesteld op 2215.
In 2006 is het aantal inwoners door het United States Census Bureau geschat op 2229, een stijging van 14 (0.6%).

## Geografie
Volgens het United States Census Bureau beslaat de plaats een oppervlakte van
10,6 km², waarvan 6,7 km² land en 3,9 km² water.

## Plaatsen in de nabije omgeving
De onderstaande figuur toont nabijgelegen plaatsen in een straal van 12 km rond Orchard Lake Village.